# Colombard
Colombard ist eine Weißweinsorte. Ursprünglich spielte sie in der Region Cognac neben den Sorten Ugni Blanc  (Trebbiano) sowie der Folle Blanche eine wichtige Rolle. Da der Wein jedoch alkoholreicher und säureärmer als der Wein der beiden anderen Sorten ist, nahm seine Bedeutung zunehmend ab. In der Vergangenheit wurde die Rebsorte aufgrund ihres Aussehens häufig mit dem Sémillon verwechselt.
Die weltweite Rebfläche dürfte bei ca. 40.000 Hektar liegen.
Eine 1999 durch Carole Meredith durchgeführte, breit angelegte DNA-Analyse mit 352 Rebsorten legt den Schluss nahe, dass die Sorte Colombard eine natürliche Kreuzung der Sorten Gouais Blanc und Chenin Blanc ist. Aus der gleichen Untersuchung ging hervor, dass die Sorten Meslier-Saint-François und Balzac Blanc ähnlich wie Colombard alle aus spontanen Kreuzungen zwischen Gouais Blanc und Chenin Blanc entstanden.
Abstammung: Gouais Blanc × Chenin Blanc

## Verbreitung

### Vereinigte Staaten
In Kalifornien (→ Weinbau in Kalifornien), genauer gesagt im Central Valley, spielt die Sorte eine wichtigere Rolle zum Erzeugen einfacher Weißweine. Gewisse Grundweine werden auch hier zu Branntwein verarbeitet. Im Jahr 2007 betrug die bestockte Rebfläche 28649 acres (= 11.575 Hektar) nachdem sie in den 1990er Jahren noch bei 18.600 Hektar lag.

### Frankreich
In letzter Zeit wird Colombard wieder vermehrt in der Region Armagnac angepflanzt, um den einfachen Landweinen der Gascogne (Vin du Pays de Gascogne) ein verlässliches Gesicht zu verleihen. Die Weine sind in der Regel sehr einfach. Colombard ist ebenfalls eine der Hauptsorten des Likörweins Floc de Gascogne.
Die Traubensorte wird außerdem in einfachen Weinen der Gegenden um Blaye und Bourg im Bordeaux eingesetzt. Im Crémant de Bordeaux wird sie als Nebensorte eingesetzt. Im Jahr 2007 belief sich die bestockte Rebfläche auf 7.710 Hektar (Quelle ONIVINS) nachdem sie in den 1950er Jahren noch bei über 13.000 Hektar lag.

### Südafrika
Im Jahr 2007 waren 11.849 Hektar mit Colombard bestockt.

### Andere Länder
Bestände sind in Australien (→ Weinbau in Australien, (2669 Hektar, Stand 2008)), Mexiko, Spanien (→ Weinbau in Spanien) und Israel (→ Weinbau in Israel) bekannt, seit einigen Jahren auch in Thailand (Hua Hin Hills Vineyard, Siam Winery).

## Ampelographische Sortenmerkmale
In der Ampelographie wird der Habitus folgendermaßen beschrieben:
- Die Triebspitze ist offen. Sie ist stark weißlich behaart mit leicht rötlichem Anflug. Die grünen, leicht gelblichen Jungblätter sind mittelstark behaart.
- Die Blätter (siehe auch den Artikel Blattform) sind meist ganz oder dreilappig und nur schwach gebuchtet. Sie sind recht dick.  Die Stielbucht V-förmig offen. Der Blattrand ist mittelstark gezähnt.
- Die walzenförmige Traube ist mittelgroß und geschultert. Die ovalen Beeren sind mittelgroß und von weißlich-goldener Farbe. Die Beeren sind saftig.

Colombard ist anfällig gegen den Echten Mehltau und die Rohfäule. Die Erträge liegen bei hohen 100 Hektoliter/Hektar oder noch etwas höher.
In Frankreich wurden bisher 12 Klone selektiert und anerkannt. Die gängigsten sind dabei die Klone n° 607 (sehr ertragsstark, Verwendung im Armagnac), n° 551, n° 552, n° 606 und n° 625 (geringerer Ertrag bei besserer Qualität, daher zur Erzeugung von Weißwein geeignet).
Die Rebsorte Colombard reift ca. 20 Tage nach dem Gutedel und ist damit verhältnismäßig früh reifend. Sie ist eine Varietät der Edlen Weinrebe (Vitis vinifera). Sie besitzt zwittrige Blüten und ist somit selbstfruchtend. Beim Weinbau wird der ökonomische Nachteil vermieden, keinen Ertrag liefernde, männliche Pflanzen anbauen zu müssen.

## Synonyme
Aufgrund seiner weiten Verbreitung ist die Liste der Synonyme recht ausführlich. Colombard ist auch unter folgenden Namen bekannt: Bardero, Blanc Emery, Blanquette, Bon Blanc, Chabrier Vert, Charbrier Vert, Colombar, Colombard Bijeli, Colombeau, Colombie, Colombier, Coulombier, Cubzadais, Donne Rousse, Donne Verte, French Colombard, Gros Blanc Doux, Gros Blanc Roux, Guenille, Kolombar, Martin Cot, Pied Tendre, Quene Tendre, Quene Vert, Queue Tendre, Queue Verte, Semilao, West's White Prolific.